# Pontrjagin-Dualität
Die Pontrjagin-Dualität, benannt nach Lew Semjonowitsch Pontrjagin, ist ein mathematischer Begriff aus der harmonischen Analyse.
Einer lokalkompakten abelschen Gruppe wird eine weitere lokalkompakte abelsche Gruppe als Dualgruppe zugeordnet, derart dass die Dualgruppe zur Dualgruppe wieder die Ausgangsgruppe ist.
Diese Konstruktion spielt eine wichtige Rolle in der abstrakten Fourier-Transformation und der Strukturtheorie der lokalkompakten abelschen Gruppen.

## Pontrjagin-Dualität
Die Kreislinie {\displaystyle {\mathbb {T} }=\{z\in {\mathbb {C} };|z|=1\}} ist mit der Multiplikation als Gruppenverknüpfung eine kompakte Gruppe.
Ist G eine lokalkompakte abelsche Gruppe, so heißt ein stetiger Gruppenhomomorphismus {\displaystyle \chi :G\rightarrow {\mathbb {T} }} ein Charakter von G.
Die Dualgruppe {\displaystyle {\hat {G}}} von G ist die Menge aller Charaktere von G.
Mit der Multiplikation {\displaystyle (\chi \cdot \psi )(a):=\chi (a)\psi (a)} wird {\displaystyle {\hat {G}}} zu einer abelschen Gruppe,
und die Topologie der kompakten Konvergenz macht {\displaystyle {\hat {G}}} zu einer lokalkompakten Gruppe, d. h. zu einer topologischen Gruppe, deren Topologie lokalkompakt ist.
Ist {\displaystyle \varphi \colon G\rightarrow H} ein stetiger Homomorphismus, so ist {\displaystyle {\hat {\varphi }}:{\hat {H}}\rightarrow {\hat {G}},\,{\hat {\varphi }}(\chi ):=\chi \circ \varphi } ebenfalls ein stetiger Homomorphismus, der zu {\displaystyle \varphi } duale Homomorphismus.

## Beispiele
- Die Charaktere der Restklassengruppe {\displaystyle {\mathbb {Z} }/n{\mathbb {Z} }} haben die Form {\displaystyle \chi _{m}:{\mathbb {Z} }/n{\mathbb {Z} }\rightarrow {\mathbb {T} },\,\chi _{m}([k])=e^{2\pi ikm/n}}, wobei {\displaystyle m\in {\mathbb {Z} }}. Es gilt {\displaystyle \chi _{m_{1}}=\chi _{m_{2}}}, falls {\displaystyle m_{1}+n{\mathbb {Z} }=m_{2}+n{\mathbb {Z} }}, und damit {\displaystyle {\widehat {{\mathbb {Z} }/n{\mathbb {Z} }}}\cong {\mathbb {Z} }/n{\mathbb {Z} }}.
- Jeder Charakter von {\displaystyle {\mathbb {T} }} hat die Form {\displaystyle \chi _{n}(z)=z^{n}} für ein {\displaystyle n\in {\mathbb {Z} }}. Identifiziert man {\displaystyle \chi _{n}} mit n, so ist {\displaystyle {\hat {\mathbb {T} }}\cong {\mathbb {Z} }}.
- Die Gruppe {\displaystyle {\mathbb {Z} }} hat die Charaktere {\displaystyle \chi _{z}:{\mathbb {Z} }\rightarrow {\mathbb {T} }}, {\displaystyle \chi _{z}(n)=z^{n}}, wobei {\displaystyle z\in {\mathbb {T} }}. Die Zuordnung {\displaystyle \chi _{z}\mapsto z} liefert {\displaystyle {\hat {\mathbb {Z} }}\cong {\mathbb {T} }}.
- {\displaystyle \mathbb {R} } mit der Addition als Verknüpfung und der euklidischen Topologie ist eine lokalkompakte abelsche Gruppe. Jeder Charakter {\displaystyle \chi :{\mathbb {R} }\rightarrow {\mathbb {T} }} hat die Gestalt {\displaystyle \chi _{z}(x)=e^{ixz}} für ein {\displaystyle z\in {\mathbb {R} }}. Identifiziert man {\displaystyle \chi _{z}} mit z, so hat man also {\displaystyle {\hat {\mathbb {R} }}\cong {\mathbb {R} }} zunächst als Mengen. Dabei gilt {\displaystyle (\chi _{z}\cdot \chi _{w})(x)=\chi _{z+w}(x)} für alle {\displaystyle x\in {\mathbb {R} }} und die Abbildung {\displaystyle z\mapsto \chi _{z}} ist ein Homöomorphismus, also hat man {\displaystyle {\mathbb {R} }\cong {\hat {\mathbb {R} }}} auch als lokalkompakte abelsche Gruppen.

## Produkte von Gruppen
Sind G und H lokalkompakte abelsche Gruppen, so auch deren kartesisches Produkt {\displaystyle G\times H}. Dann definiert {\displaystyle (\chi ,\psi )\in {\hat {G}}\times {\hat {H}}} einen Charakter auf {\displaystyle G\times H}, wenn man {\displaystyle (\chi ,\psi )(x,y)=\chi (x)\cdot \psi (y)} setzt. Auf diese Weise erhält man einen Gruppenhomomorphismus {\displaystyle {\widehat {G\times H}}\cong {\hat {G}}\times {\hat {H}}}.
Damit hat man viele weitere Beispiele:
- {\displaystyle {\hat {G}}\cong G} für jede endliche abelsche Gruppe G, denn eine solche ist endliches Produkt von Gruppen der Form {\displaystyle {\mathbb {Z} }/n{\mathbb {Z} }} (siehe dazu: Endlich erzeugte abelsche Gruppe).
- {\displaystyle {\widehat {{\mathbb {Z} }^{n}}}\cong {\mathbb {T} }^{n}}, {\displaystyle {\widehat {{\mathbb {T} }^{n}}}\cong {\mathbb {Z} }^{n}}, {\displaystyle {\widehat {{\mathbb {R} }^{n}}}\cong {\mathbb {R} }^{n}}

## Dualitätssatz von Pontrjagin
Man hat eine natürliche Abbildung {\displaystyle \Phi :G\rightarrow {\hat {\hat {G}}},\,(\Phi (x))(\chi ):=\chi (x)}.
Der Satz von Pontrjagin besagt, dass diese Abbildung stets ein topologischer Gruppenisomorphismus ist.
Das rechtfertigt die Bezeichnung Dualgruppe von G, denn nach obigem Satz kann man G aus {\displaystyle {\hat {G}}} durch erneute Dualgruppenbildung zurückgewinnen.

## Beziehungen zwischen Gruppe und Dualgruppe
Auf Grund der Pontrjagin-Dualität erwartet man eine Reihe von Beziehungen zwischen einer lokalkompakten abelschen Gruppe G und ihrer Dualgruppe {\displaystyle {\hat {G}}}. Dabei findet man Beziehungen zwischen algebraischen und topologischen Eigenschaften.
Exemplarisch gilt:
- G ist diskret {\displaystyle \Leftrightarrow } {\displaystyle {\hat {G}}} ist kompakt.
- G ist kompakt {\displaystyle \Leftrightarrow } {\displaystyle {\hat {G}}} ist diskret.

Für eine kompakte Gruppe sind folgende Aussagen äquivalent:
- G ist zusammenhängend.
- G ist teilbar.
- {\displaystyle {\hat {G}}} ist torsionsfrei.

Eine weitere Zusammenhangseigenschaft führt zu folgender Äquivalenz:
- Eine kompakte Gruppe G ist genau dann total unzusammenhängend, wenn {\displaystyle {\hat {G}}} eine teilbare Gruppe ist.

Ein stetiger Homomorphismus {\displaystyle \varphi :G\rightarrow H} heißt strikt, wenn {\displaystyle \varphi } als Abbildung {\displaystyle G\rightarrow \varphi (G)} offen ist, d. h. das Bild jeder offenen Menge ist relativ offen im Bild von {\displaystyle \varphi }. Eine Folge {\displaystyle \ldots \rightarrow G\rightarrow H\rightarrow \ldots } von Homomorphismen heißt strikt, wenn jeder Homomorphismus strikt ist. Bezeichnet man schließlich die einelementige Gruppe mit 1 und beachtet {\displaystyle {\hat {1}}\cong 1}, so gilt folgender Satz:
- Sei {\displaystyle 1\rightarrow U\rightarrow G\rightarrow H\rightarrow 1} eine Folge stetiger Homomorphismen zwischen lokalkompakten abelschen Gruppen. Dann sind folgende Aussage äquivalent:
  - {\displaystyle 1\rightarrow U\rightarrow G\rightarrow H\rightarrow 1} ist eine strikte und exakte Sequenz.
  - {\displaystyle 1\rightarrow {\hat {H}}\rightarrow {\hat {G}}\rightarrow {\hat {U}}\rightarrow 1} ist eine strikte und exakte Sequenz.

Daraus zieht man weitere Folgerungen:
- Ein stetiger Homomorphismus {\displaystyle \varphi :G\rightarrow H} ist genau dann strikt, wenn {\displaystyle {\hat {\varphi }}:{\hat {H}}\rightarrow {\hat {G}}} strikt ist.
- Ist {\displaystyle U\subset G} eine abgeschlossene Untergruppe, so ist {\displaystyle {\widehat {G/U}}\cong \ker({\hat {G}}\rightarrow {\hat {U}})=\{\chi \in {\hat {G}};\chi |_{U}=1\}}. Dabei ist {\displaystyle {\hat {G}}\rightarrow {\hat {U}}} die zur Inklusion {\displaystyle U\subset G} duale Abbildung.

## Kompakt erzeugte Gruppen
Die Pontrjagin-Dualität ist ein wichtiges Hilfsmittel in der Strukturtheorie für lokalkompakte abelsche Gruppen. Eine lokalkompakte Gruppe heißt kompakt erzeugt, wenn es eine kompakte Teilmenge von G gibt, die G als Gruppe erzeugt. Eine diskrete Gruppe ist genau dann kompakt erzeugt, wenn sie endlich erzeugt ist.
Für eine lokalkompakte abelsche Gruppe sind äquivalent:
- G ist kompakt erzeugt.
- {\displaystyle G\cong {\mathbb {R} }^{m}\times {\mathbb {Z} }^{n}\times K}, wobei {\displaystyle m,n\in {\mathbb {N} }_{0}} und K eine kompakte Gruppe ist.
- {\displaystyle {\hat {G}}\cong {\mathbb {R} }^{m}\times {\mathbb {T} }^{n}\times D}, wobei {\displaystyle m,n\in {\mathbb {N} }_{0}} und D eine diskrete Gruppe ist.

Zusatz: Dabei sind die Zahlen m und n eindeutig durch G bestimmt und K ist die größte kompakte Untergruppe von G.

## Gelfand-Transformation
Wie im Artikel Harmonische Analyse erläutert, tritt die Dualgruppe einer lokalkompakten abelschen Gruppe G in der Gelfand-Transformation der Faltungsalgebra über G auf.

## Pontrjagin-Dualität als Funktor
Die Pontrjagin-Dualität, d. h. die oben beschriebenen Zuordnungen {\displaystyle G\mapsto {\hat {G}}} und {\displaystyle \varphi \mapsto {\hat {\varphi }}} von lokalkompakten abelschen Gruppen und stetigen Homomorphismen, ist offenbar ein kontravarianter Funktor. Die zweifache Hintereinanderausführung dieses Funktors führt zum identischen Funktor (genauer: zu einer natürlichen Äquivalenz zum identischen Funktor).